# Episodi di Papà a tempo pieno (quarta stagione)
La quarta e ultima stagione della serie televisiva Papà a tempo pieno è stata trasmessa in prima visione assoluta negli Stati Uniti d'America sul canale CBS dal 2 aprile all'11 giugno 2020.
In Italia la stagione è stata trasmessa in prima visione assoluta su Rai 2 dal 2 gennaio al 14 febbraio 2021.
| n° | Titolo originale               | Titolo italiano                   | Prima TV USA   | Prima TV Italia  |
| -- | ------------------------------ | --------------------------------- | -------------- | ---------------- |
| 1  | The V-Word                     | La terribile idea di Lowell       | 2 aprile 2020  | 2 gennaio 2021   |
| 2  | Adam's Big Little Lie          | Al lupo! Al lupo!                 | 9 aprile 2020  | 9 gennaio 2021   |
| 3  | The Ex Files                   | A volte ritornano                 | 9 aprile 2020  | 10 gennaio 2021  |
| 4  | Going All the Way              | Provaci ancora, Teddy             | 16 aprile 2020 | 16 gennaio 2021  |
| 5  | Winner Winner Chicken Salad    | Viva l'insalata di pollo          | 23 aprile 2020 | 17 gennaio 2021  |
| 6  | Couples Therapy                | Terapia di coppia                 | 30 aprile 2020 | 23 gennaio 2021  |
| 7  | Dude, Where's My Boat?         | Ladri di barche                   | 30 aprile 2020 | 24 gennaio 2021  |
| 8  | Adam's Not Sorry               | Festa di compleanno               | 7 maggio 2020  | 30 gennaio 2021  |
| 9  | Stuck in the Middle with You   | Suocera a sorpresa                | 14 maggio 2020 | 31 gennaio 2021  |
| 10 | Full Metal Teddy               | Addestramento nocche d'acciaio    | 21 maggio 2020 | 6 febbraio 2021  |
| 11 | Adam and Andi See Other People | I veri amici non si sostituiscono | 28 maggio 2020 | 7 febbraio 2021  |
| 12 | Driving Miss Katie             | Patente... di vita                | 4 giugno 2020  | 13 febbraio 2021 |
| 13 | Happy Ann-RV-sary              | Buon anniversario                 | 11 giugno 2020 | 14 febbraio 2021 |